# فرانسيس هاتشسون (فيلسوف)
كان فرانسيس هاتشسون (8 أغسطس 1694 - 8 أغسطس 1746) فيلسوفًا أولسترًا اسكتلنديًا وُلد في أولستر لعائلة مؤلفة من مشيخو الأسكتلندية الذين أصبحوا معروفين كواحد من الآباء المؤسسين للتنوير الإسكتلندي. يتم تذكره لكتابه «نظام الفلسفة الأخلاقية». كان لهاتشسون تأثيرًا مهمًا على أعمال العديد من مفكري التنوير البارزين، بمن فيهم ديفيد هيوم وآدم سميث.

## النشأة
ولد فرانسيس هاتشسون في 8 أغسطس عام 1694 وتوفي في 8 أغسطس عام 1746. كان فيلسوفًا إيرلنديًا اسكتلنديًا ولد في أولستر لعائلة مشيخية اسكتلندية، وأصبح واحدًا من الآباء المؤسسين لحركة التنوير الاسكتلندية. اشتهر بكتابه «نظام الفلسفة الأخلاقية«.
كان هاتشسون مؤثرًا هامًا في أعمال العديد من أبرز مفكري حركة التنوير، بمن فيهم ديفيد هيوم وآدم سميث.

## العودة إلى إيرلندا
مواجهًا شكوكًا حيال جذوره الإيرلندية وعلاقته بالمفكر التنويري جون سيمسون (من ثم إحالته إلى التحقيق من قبل المحاكم الأسكتلندية الكنسية)، لم يكن طريقه للوصول إلى الحكومة مرجحًا، لذا عاد إلى إيرلندا باحثًا عن وظيفة في الأوساط الأكاديمية. أنشأ أكاديميته الخاصة في دبلن، حيث درّس لعشر سنوات، كما درس الفلسفة وأخرج خلال العام 1725 كتاب «تحقيق في أصل أفكارنا وجمالنا وفضيلتنا». والذي كتبه على شكل أطروحتين؛ تناولت الأولى موضوع الجماليات (كانت تعنى بالجمال والانتظام والتناسق والتصميم)، بينما تمحورت الثانية حول الأخلاق (كانت تعنى بالخلق الفضيل والشر). في دبلن، أكسبه تحصيله الأدبي مودة العديد من الفئات الاجتماعية البارزة من الأوساط الدينية والطبقات المجتمعية العليا وكنيسة إيرلندا ورئيس أساقفة دبلن، الذي رفض مقاضاة هاتشسون ضمن المحكمة الأسقفية لإبقائه مدرسته دون شهادة كنسية. بدت علاقة هاتشسون مع رجال الدين، خاصة رئيس الأساقفة وآخرين وديّة، كما أشار كاتب سيرته الذاتية إلى «ميل أصدقائه إلى تقديم الخدمة له، إضافة إلى المخططات التي قُدمت له للحصول على ترقية». لربما أشار ذلك إلى بعض التفضيلات المشروطة إزاء قبوله الرسامة الكنسية.
في عام 1725، تزوج هاتشسون من بنت عمه ماري، ابنة فرانسيس ويلسون من لونغفورد. تضمن المهر آنذاك وضع أبيها يده على جميع ممتلكات هاتشسون، بما فيها أراضيه في درومناكروس وغارينتش ونوكي الواقعين في مقاطعة لونغفورد. أنجب الزوجان سبعة أطفال، لم يعش منهم سوى طفل واحد، أُطلق عليه اسم فرانسيس.
خلال حياته في دبلن، نشر هاتشسون بشكل مجهول أربعة مقالات اشتهر بها: تحقيق بخصوص الجمال والنظام والتناسق والتصميم، وتحقيق بخصوص الشر والفضيلة، عام 1725، ومقال عن طبيعة وسلوك العواطف والعطف والرسوم التوضيحية على الحس الأخلاقي عام 1728. نُشرت التعديلات والإضافات ضمن الإصدار الثاني لتلك المقالات في صيغة منفصلة عام 1726. أيضًا خلال فترة إقامته في دبلن نشر «أفكار حول الضحك» (1725) منتقدًا فيه أفكار توماس هوبس، وملاحظات حول أسطورة النحل، كانوا بمجموعهم ست رسائل ساهمت في تشكيل ما دُعي بـ «رسائل هيبرنيكوس»، وهي دورية ظهرت في دبلن بين عامي (1725 و1727)، والطبعة الثانية في عام (1734). في نفس الفترة الزمنية، حصل جدال في صحيفة لندن مع جيلبرت بيرنت، حول «الأساس الحقيقي للفضيلة أو الخير الأخلاقي». جُمعت كل تلك الرسائل ضمن مجلد واحد تحت اسم «غلاسكو، 1772».

## الأخلاق
تبعًا لهاتشسون، يمتلك الفرد مجموعة من الحواس داخلية وخارجية، تنعكس كيفما اتجهنا، التعريف العام لحاسة ما هو «أي رغبة لدى عقولنا باستقبالها أفكارًا باستقلالية تحت رغبتنا، وامتلاك تصورات حول المتعة والألم» (مقال عن طبيعة وسلوك العواطف، المقطع الأول). لا يقصد هاتشسون هنا إعطاء تعداد شامل لهذه الحواس، إنما يخصص في أجزاء متعددة من أعماله، إلى جانب الحواس الخارجية الخمس التي نعرفها، حواسًا أخرى:
1. الوعي، وهو الذي يوضح التصور الذي يمتلكه كل شخص حول نفسه وكل ما يدور في باله.
2. حاسة الجمال (أحيانًا ما تلقب بـ «الإحساس الداخلي»).
3. الفطرة السليمة، «الرغبة في الاستمتاع بسعادة الآخرين والشعور بتعاستهم».
4. الحس الأخلاقي، أو «الحس الأخلاقي للجمال في الفعل والعاطفة، والتي نتصور من خلالها الفضيلة، والعكس صحيح، ضمن أنفسنا أو الآخرين».
5. حس الشرف، أو الثناء واللوم، «وهو ما يجعل الاستحسان والامتنان غرضًا رئيسيًا للشعور بالمتعة، وعلى النقيض من ذلك، على الإدانة والاستياء الذي يتولد بداخلنا أن يشعرنا بالعار».
6. الشعور بالسّخف. إنه واضح، كما يدّعي الكاتب، يمكن أن يكون هناك «حواس أخرى، تتميز عن كل هذه الفئات،» وفي الواقع، يبدو أنه لا وجود لعدد محدود من الحواس، ما يقضي بحدوث انقسام نفسي بخصوص هذا الموضوع.
7. من بين هذه الحواس، يلعب الحس الأخلاقي الدور الأهم ضمن النظام الأخلاقي لهاتشسون. إذ إنه يلقي برأيه مباشرة حول الأفعال والعواطف، فإما يتقبل الفضيلة منها، أو يرفض الفاسد.

## روابط خارجية
- فرانسيس هاتشسون على موقع الموسوعة البريطانية (الإنجليزية)